# Neoharmsia
Neoharmsia es un género de plantas con flores con dos especies, perteneciente a la familia Fabaceae.

## Especies seleccionadas
- Neoharmsia baronii
- Neoharmsia madagascariensis